# Timonius trichocladus
Timonius trichocladus är en måreväxtart som beskrevs av Elmer Drew Merrill och Lily May Perry. Timonius trichocladus ingår i släktet Timonius och familjen måreväxter. Inga underarter finns listade i Catalogue of Life.